# Дуб Ґрюневальда
Дуб Ґрюневальда — ботанічна пам'ятка природи України, дуб віком 800—900 років, який називають найстарішим дубом Києва. Знаходиться в Конча-Заспі, на 27 кілометрі Столичного шосе на території санаторію «Жовтень». Стовбур цього дерева має обіймище 7 метрів та висоту 20 метрів. Названий на честь німецького художника XV—XVI століть Матіаса Ґрюневальда, який малював казкові та фантастичні дерева. Крім того, згідно документів на пам'ятку, назва дерева якимось чином пов'язана з Грюнвальдською битвою.
У 2009 році дуб Ґрюневальда з ініціативи Київського еколого-культурного центру був взятий під охорону та увійшов до Державного природно-заповідного фонду України.
Дуб має велике дупло, в якому раніше розводили вогнища, від чого дерево значно постраждало. З 2009 року проводяться заходи з лікування та збереження дерева.
У 2010 році дуб Ґрюневальда став призером Всеукраїнського конкурсу «Національне дерево України», посівши 1 місце в номінації «Естетично цінне дерево України». Свідоцтво видано Київській міській раді.

## Галерея

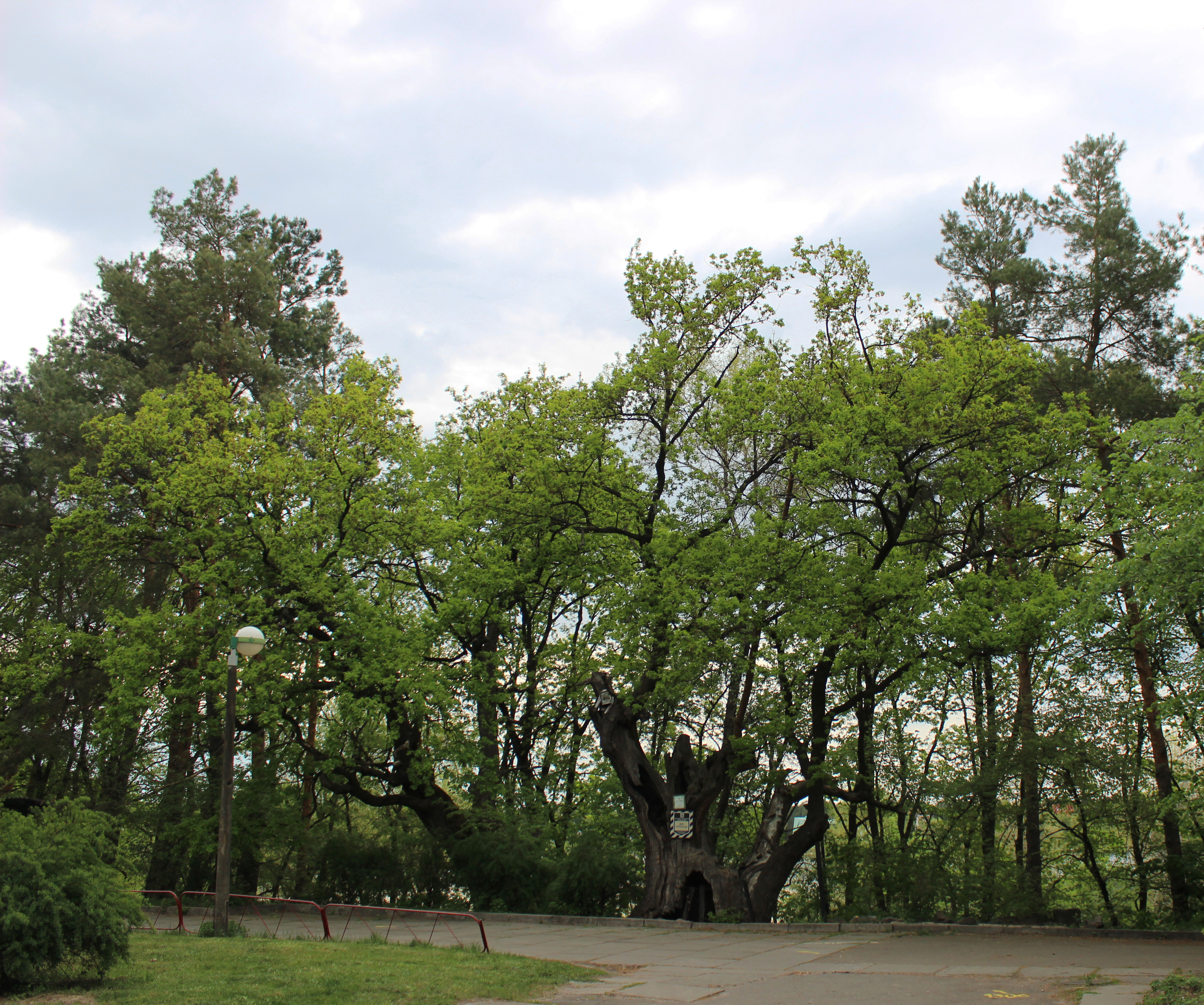
Загальний вигляд
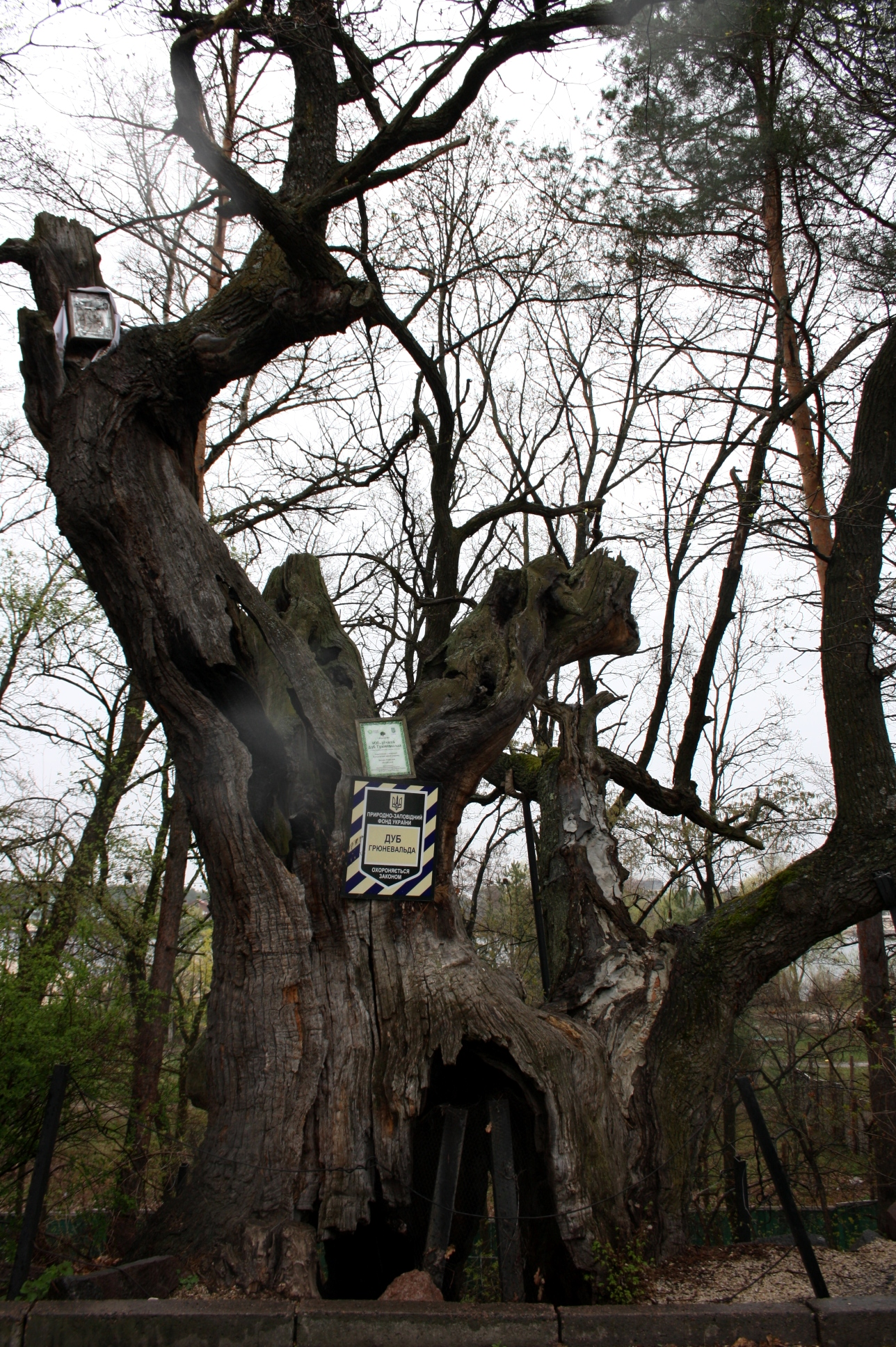
Стовбур
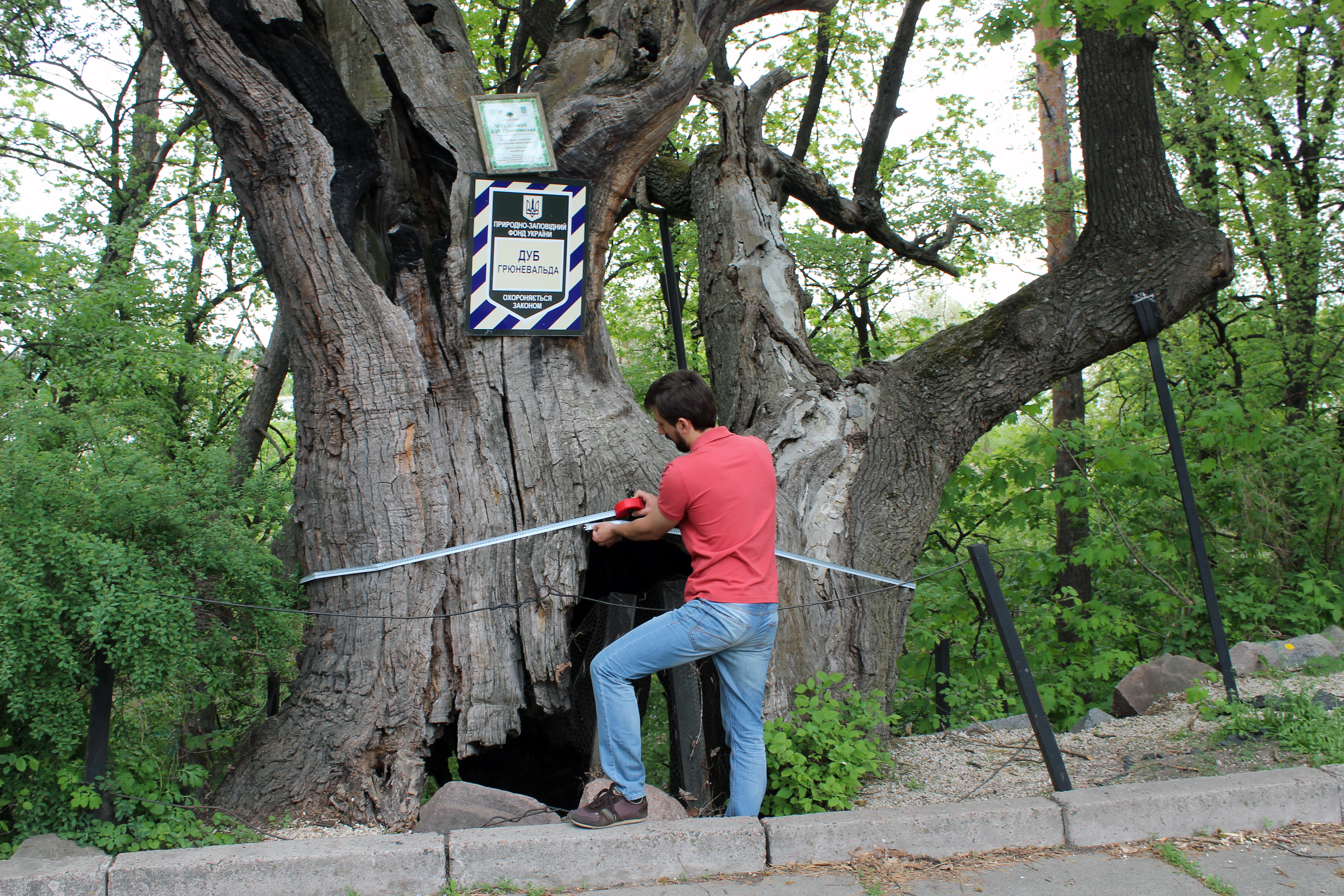
Обмір дуба
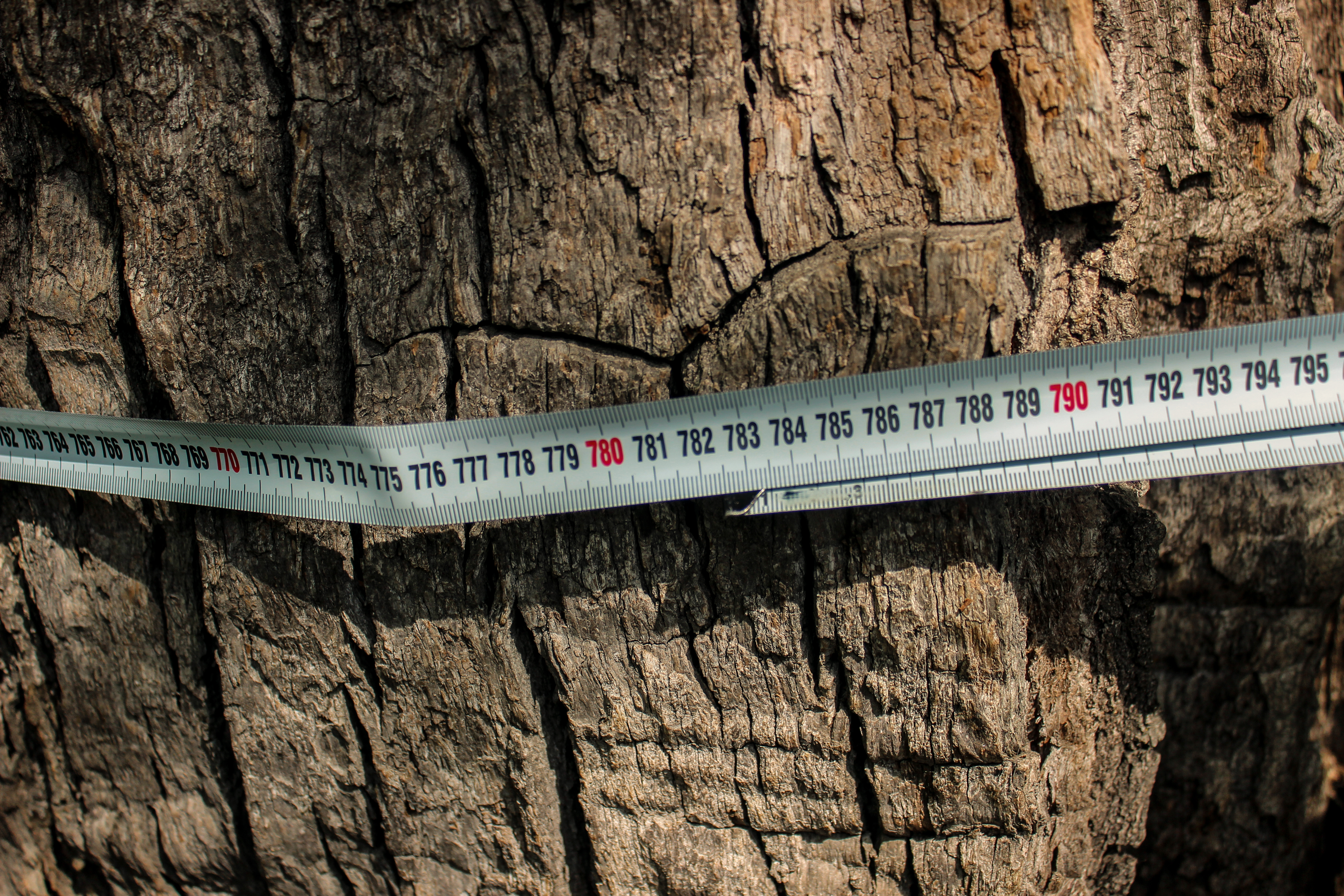
Обхват
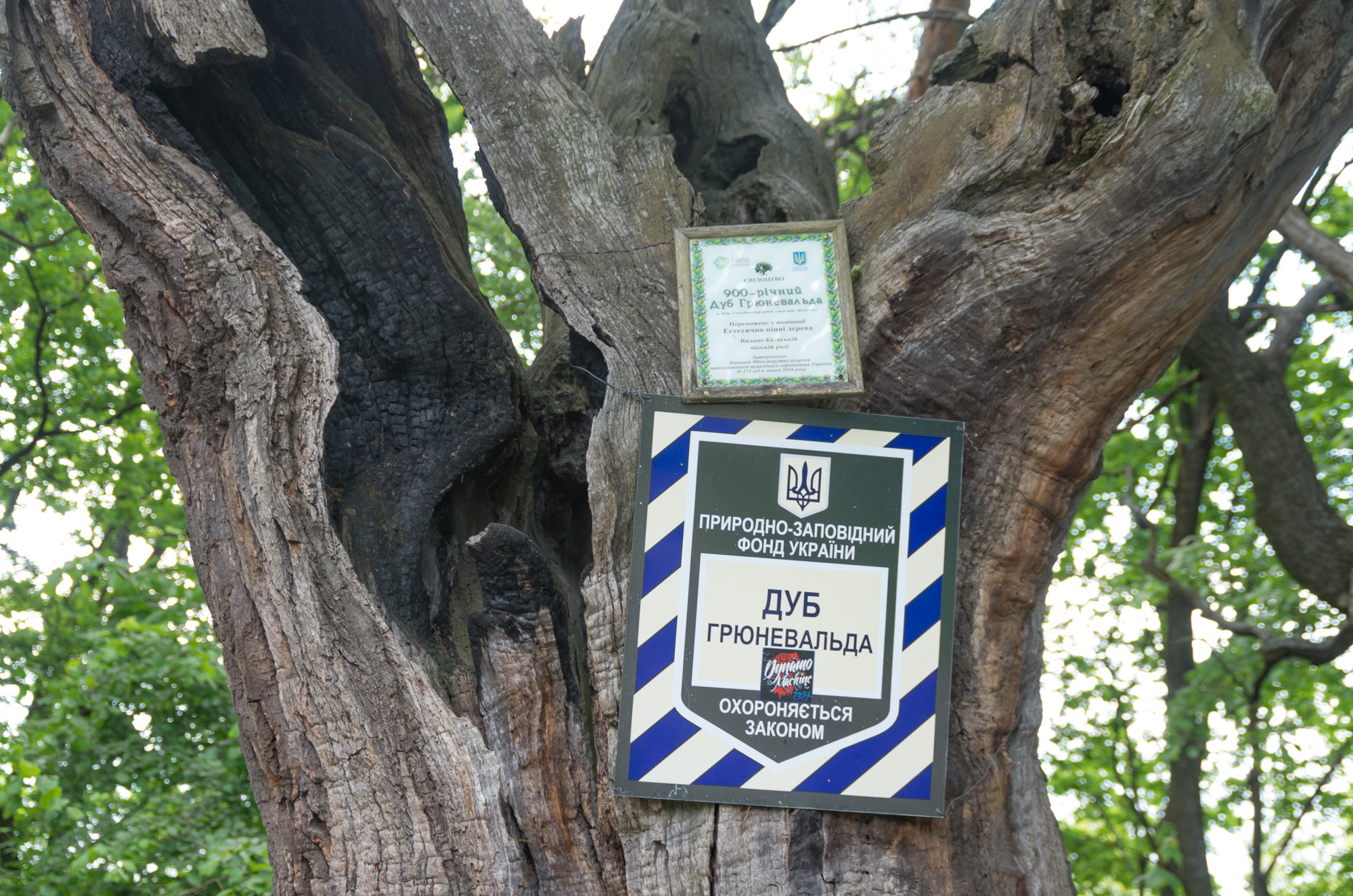
Таблички
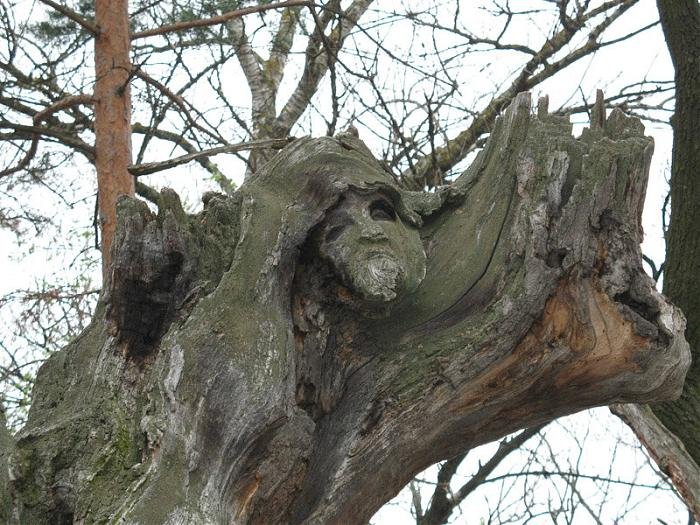
Фрагмент дуба
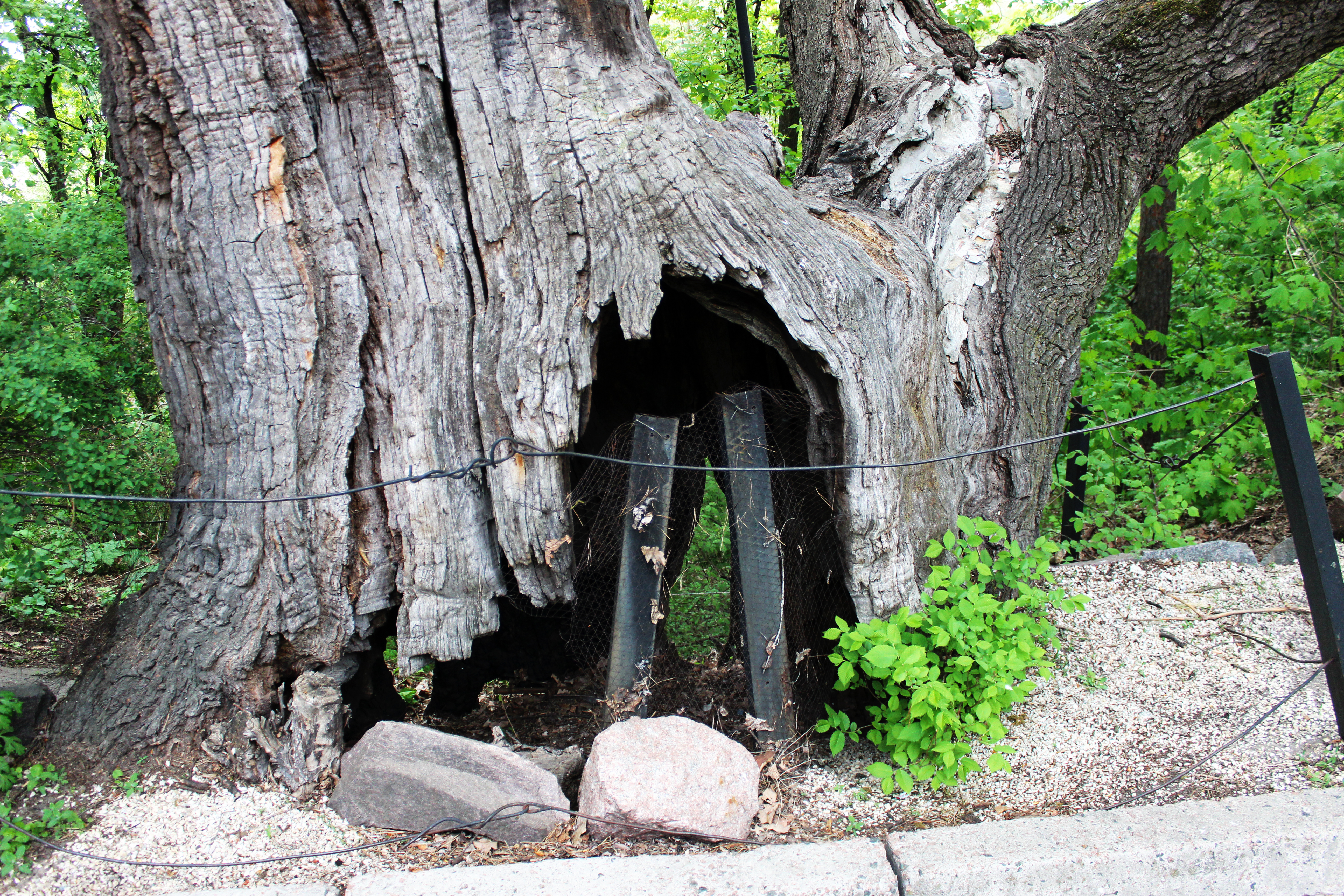
Дупло
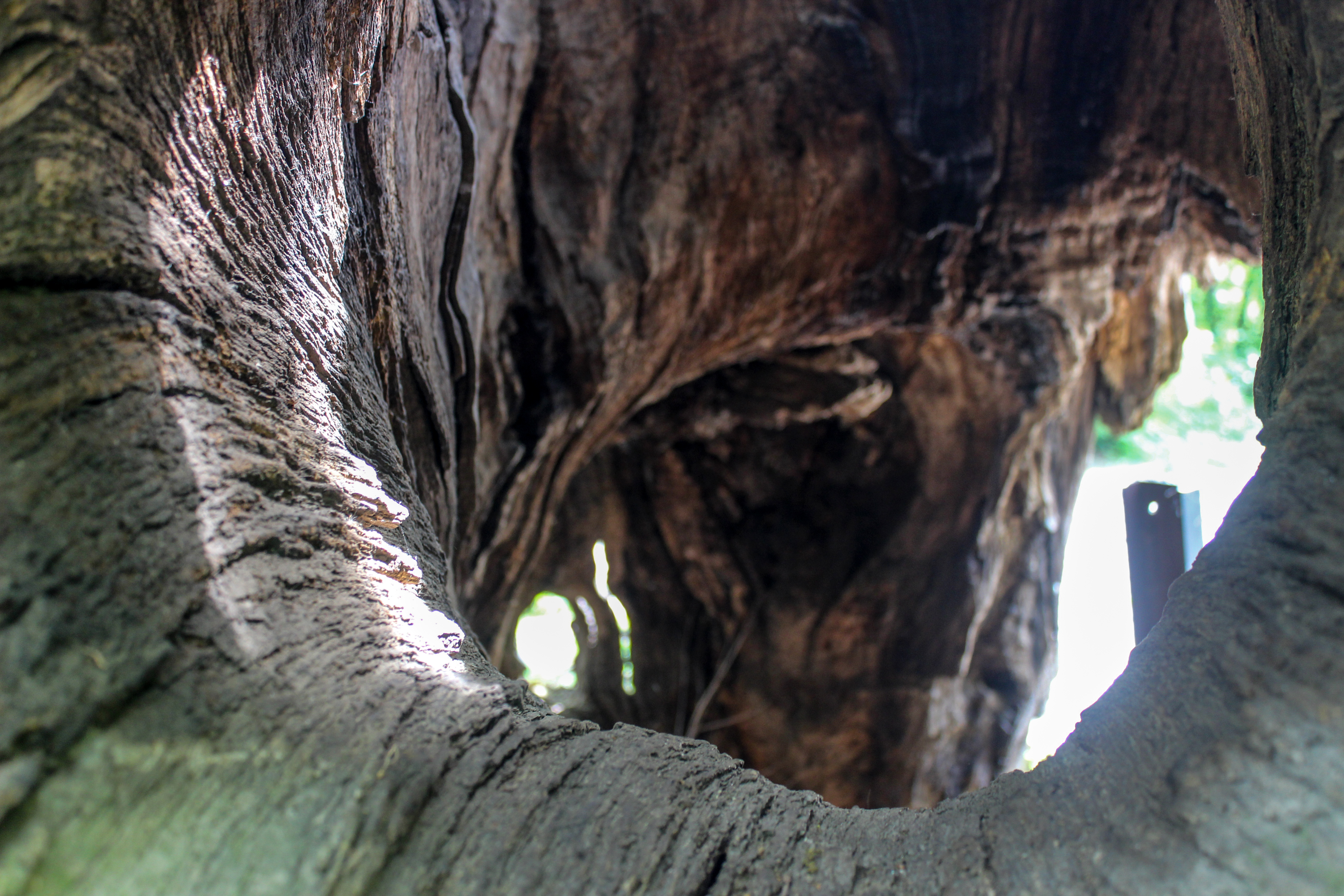
Дупло